# جان فرانسوا فورتين
جان فرانسوا فورتين هو سياسي كندي، ولد في 12 سبتمبر 1973. حزبياً، نشط في الكتلة الكيبيكية. وقد انتخب عضو مجلس العموم الكندي.